# Columbus
Columbus – miasto w Stanach Zjednoczonych, stolica stanu Ohio, położona w środkowej części stanu, u zbiegu rzek Scioto i Olentangy. Stolica hrabstwa Franklin. Według danych z 2021 roku liczyła 907,3 tys. mieszkańców, oraz ponad 2,1 mln mieszkańców w obszarze metropolitalnym. 
Miasto nazwane na cześć Krzysztofa Kolumba zostało założone w lutym 1812 roku. W czasie wojny secesyjnej w mieście w Camp Chase stacjonowały wojska unionistów. 

## Gospodarka
Od końca XIX wieku miasto przeżywało gwałtowny rozwój przemysłu. W mieście rozwinął się przemysł lotniczy, samochodowy, maszynowy, elektrotechniczny, szklarski, obuwniczy, spożywczy oraz poligraficzny.

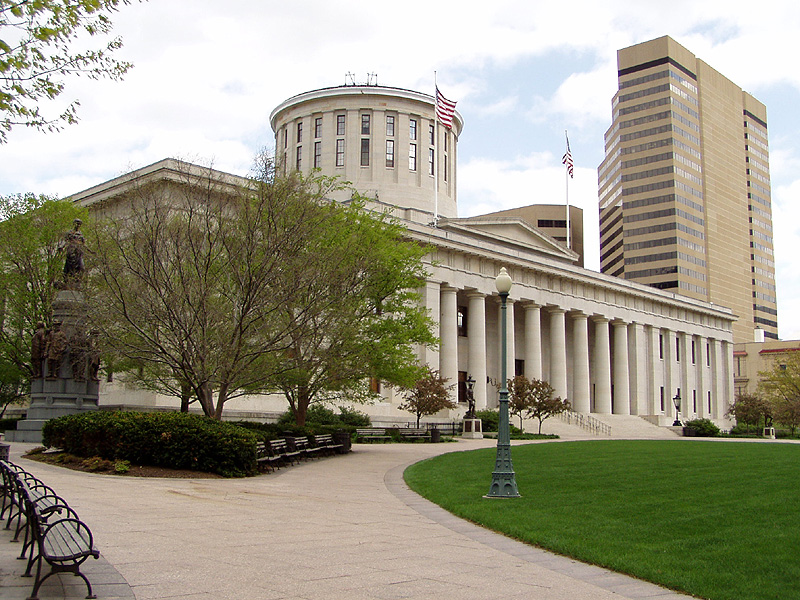
Ohio State House

## Demografia

### Ludność
Columbus stało się domem dla zróżnicowanej grupy imigrantów i uchodźców, a według danych za lata 2017–2021, aż 13,3% osób urodziło się za granicami Stanów Zjednoczonych. W latach 2010–2020 najwięcej uchodźców przybyło z Somalii, Bhutanu, Demokratycznej Republiki Konga i Iraku. Według danych z 2021 roku już tylko 53,5% mieszkańców głównego miasta identyfikowało się jako biali (52,9% nie licząc Latynosów), 29,2% stanowili czarni lub Afroamerykanie, 8,1% było rasy mieszanej, 5,7% miało pochodzenie azjatyckie, 0,23% to rdzenni Amerykanie i 0,02% to byli Hawajczycy i mieszkańcy innych wysp Pacyfiku. Latynosi stanowili 6,9% ludności miasta.
Poza osobami pochodzenia afroamerykańskiego do największych grup należą osoby pochodzenia niemieckiego (15%), irlandzkiego (10,2%), angielskiego (8,4%), afrykańskiego subsaharyjskiego (8,1%), włoskiego (4,7%), „amerykańskiego” (3,7%) i meksykańskiego (3,2%). 

### Religia
W 2020 roku największymi grupami religijnymi w aglomeracji Columbus były:
- Kościół katolicki: 251 141 członków w 81 parafiach
- lokalne bezdenominacyjne zbory ewangelikalne: 223 044 członków w 270 zborach
- Kościoły baptystyczne (głównie Południowa Konwencja Baptystów): ok. 80 tys. członków w 289 zborach
- Zjednoczony Kościół Metodystyczny: 59 154 członków w 247 zborach
- Kościoły zielonoświątkowe (głównie Stowarzyszenie „Winnica” i Zbory Boże): ponad 50 tys. członków w 148 zborach
- Kościoły uświęceniowe (głównie Kościół Nazareński i CCCU): ok. 50 tys. członków w 140 zborach
- społeczność muzułmańska: 44 294 wyznawców w 26 meczetach
- Kościoły luterańskie (w większości Kościół Ewangelicko-Luterański w Ameryce): ok. 40 tys. członków w 107 kościołach
- Kościoły kalwińskie: ok. 35 tys. członków w 114 kościołach
- Kościoły Chrystusowe: 31 487 członków w 114 zborach.

## Transport
- Port lotniczy Port Columbus
- Stacja kolejowa Union Station – Amtrak National Limited
- Central Ohio Transit Authority – transport autobusowy

## Sport

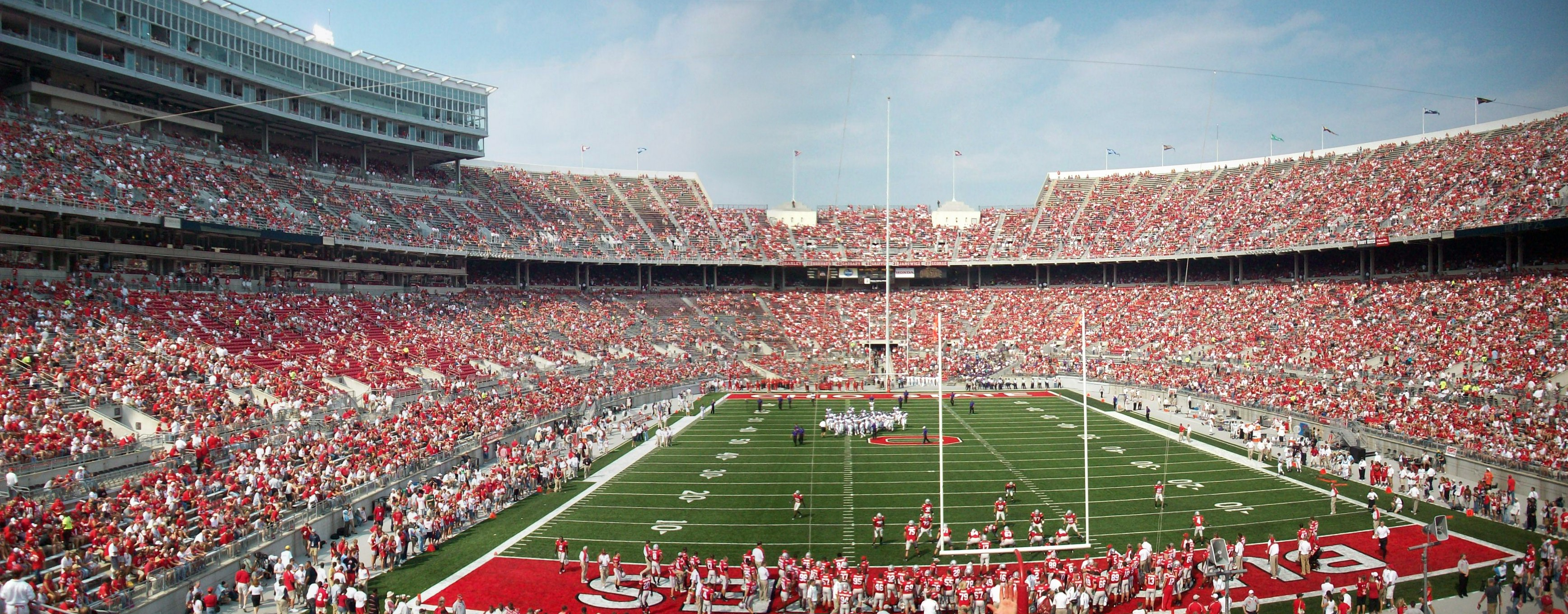
Ohio Stadium jest czwartym co do wielkości stadionem w kraju i może pomieścić ponad 104 tys. widzów.

W stolicy stanu Ohio został założony klub Columbus Crew, grający w amerykańskiej lidze MLS.
Miasto posiada także swoją drużynę hokejową w lidze NHL – Columbus Blue Jackets.

## Wyższe uczelnie
W mieście działa główny kampus Uniwersytetu Stanu Ohio (1870). Inne ważniejsze uczelnie to: Franklin University (1902), Capital University (1830), Ohio Dominican College (1911), Otterbein University (1847), Pontifical College Josephinum (1888), Columbus College of Art and Design (1879) i Columbus State Community College (1963).

## Miasta partnerskie
- Drezno (Niemcy)
- Genua (Włochy)
- Hefei (Chiny)
- Herclijja (Izrael)
- Odense (Dania)
- Sewilla (Hiszpania)
- Tainan (Tajwan)
- Ahmadabad  (Indie)
- Kurytyba (Brazylia)
- Akra (Ghana)